# Nationalhjälte

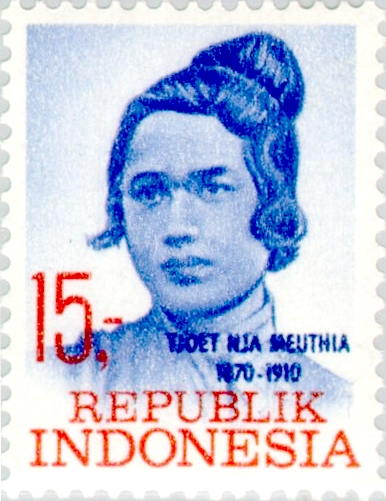
Nationalhjältar avbildas ofta på frimärken. Här den indonesiska nationalhjältinnan Cut Nyak Meutia på ett frimärke från 1969.

En nationalhjälte är en historisk eller legendarisk person som hyllas eller har hyllats som hjälte av en nation. Nationalhjältar avbildas ofta på till exempel frimärken, sedlar, mynt eller offentliga minnesmärken. 
Nationalhjältar förekommer ofta i nationalistisk propaganda. De blir i samband med detta ofta föremål för historierevisionism. 

## Som informell term
Ofta är en nationalhjälte en person som rent informellt blivit vida känd och populär av tradition. Det kan handla om en fiktiv hjälte, en hjälte som omtalas i sägner och legender, och vars minne bevaras i folkloren som en populär figur. 
Det kan också vara en verklig person som kom att bli populär i vida folklager på grund av sina handlingar. Ett vanligt exempel på en sådan hjälte är en person som var verksam i motståndsrörelsen mot en tyrannisk regering och dödades, och som sedan blev sedd som en martyr. En sådan person kunde efteråt allmänt betraktas som en nationalhjälte. Ett sådant exempel är Jeanne d'Arc. 
Dessa personer blir en populära figurer i folksägner på ett spontant sätt, utan att någon regering har utfärdat instruktioner om saken. 

## Som formell titel
Det finns även länder som rent formellt delar ut titeln nationalhjälte till vissa levande eller döda personer. Flera stater har eller har namngett nationalhjältar formellt på detta sätt. 
Cut Nyak Meutia inkluderades till exempel år 1964 i listan över National Hero of Indonesia, och har avbildats på en sedel.
Flera länder har eller har haft formella nationalhjältar. Exempel på dessa är National Garden of American Heroes, National Hero of Indonesia och National hero of the Philippines. 
Auktoritära stater som Sovjetrepublikerna har även haft denna titel som en formel titel.